# Obli bisernik
Obli bisernik (znanstveno ime Symphoricarpos orbiculatus) je srednje velika, pokončna, zmerno rastoča, listopadna grmovnica iz družine kovačnikovk, ki je samonikla v Severni Ameriki, danes pa je kot okrasna rastlina razširjena tudi po Evropi.

## Opis
V višino doseže med 1,5 in 2 m in v širino med 1 in 2 m. Mladi poganjki so svetlo rjave barve in rahlo dlakavi. Listi so zelene barve, po spodnji strani sivo zelenkasti in rahlo dlakavi, ovalne oblike, dolgi pa so med 1,3 in 2,5 cm. Listna ploskev je  gladka, v jeseni pa postane živo rdeča do rjavo-rdeča. Listi so na veje nameščeni nasprotno. Grm cveti obilno, cvetovi so zelenkasto bele barve s škrlatnim pridihom. V premeru cvetovi merijo okoli 4 mm, pojavljajo pa se med  julijem in septembrom. Iz oplojenih cvetov se razvijejo mesnati, sploščeno okrogli plodovi s premerom med 3 in 6 mm. Barva gladkih plodov variira od rdeče, rožnate do bele.

## Uporabnost
Danes je obli bisernik pogosta okrasna grmovnica, ki je za vzdrževanje nezahtevna, dobro prenaša sol v tleh, poškodbe in obrezovanje. V preteklosti so severnoameriški staroselci obli bisernik uporabljali za ribolov. Zdrobljene korenine namreč vsebujejo strup, ki ubije ribe, a ni nevaren človeku.